# Aillavilu II
Aillavillú, Aillavilu II o Aillavilú el segundo ("Nueve serpientes" en mapudungun) fue toqui (o máximo jefe militar del pueblo mapuche) en el año 1610, en el marco de la Guerra de Arauco, sostenida por su pueblo contra el Imperio Español.

## Biografía
Antes de ser toqui había participado en diversas campañas contra los españoles, siendo uno de los jefes mapuches en el llamado Desastre de Boroa de 1606 (en el que propinó un duro golpe a las fuerzas envidas por el gobernador Alonso García Ramón) o la Batalla de Purén (1609), siempre actuando en el campo de batalla en alianza con otros jefes, como Anganamón y Pelentaru. 
Asumió como toqui en el 1610 por la muerte de su predecesor en el cargo, Huenecura. Ainavillu II, cuyas tierras se encontraban en las estribaciones orientales de la Cordillera de Nahuebuta, no debe ser confundido con el primer toqui Aillavillú, que murió 60 años antes (el primero en enfrentar a los españoles en una gran batalla general contra Pedro de Valdivia en Andalién). De acuerdo a lo consignado por el abate Juan Ignacio Molina, Ainavillu II fue uno de los más grandes generales mapuches de su época, que encabezó a su pueblo en diversas batallas contra los gobernadores Merlo y Juan de la Jaraquemada. 
Se le caracteriza en algunos textos como oficial "valiente y de resoluciones acertadas", quedando testimonio de ello en la emboscada que montó antes de ser toqui en Boroa (o Batalla de Palo Seco), en la que fue casi completamente exterminada una columna española. Ainavillu II siendo toqui habría tenido noticias de la llegada del padre Luis de Valdivia con instrucciones del rey para entablar la paz (o dar comienzo a la estrategia española de "guerra defensiva"), pero no habría dado crédito a estas informaciones. Dimitió como toqui al poco tiempo en beneficio de su tradicional aliado en el campo de batalla, Anganamón.